# Рикове (станція)
Рикове — проміжна залізнична станція 4-го класу Запорізької дирекції Придніпровської залізниці на електрифікованій лінії Федорівка — Джанкой між станціями Сокологірне (25 км) та Новоолексіївка (12 км). Розташована в селищі Рикове Генічеського району Херсонської області.
На вокзалі є зал чекання, каси продажу квитків приміського та далекого сполучення, багажне відділення.

## Історія
Станція відкрита 1874 року, під час прокладання головного ходу приватної Лозово-Севастопольської залізниці.
У 1970 році станція електрифікована постійним струмом (=3 кВ) в складі дільниці Мелітополь  — Сімферополь.
25 березня 2024 року на сайті Міністерства розвитку громад, територій та інфраструктури України оприлюднено проєкт постанови Кабінету Міністрів «Про перейменування деяких географічних об'єктів». Відповідні дії вчиняються задля виконання положень Закону України «Про засудження та заборону пропаганди російської імперської політики в Україні і деколонізацію топонімії». Серед них запропоновано перейменування станції Партизани на Рикове.
17 січня 2025 року постановою Кабінету Міністрів України станцію Партизани перейменовано на Рикове.

## Пасажирське сполучення
До повномасштабного російського вторгнення в Україну (з 2022) на станції зупинялися поїзди далекого та приміського сполучення. 
| Рух пасажирських поїздів далекого сполучення по станції Партизани (до лютого 2022 року) |                              |                              |                                                                    |
| №                                                                                       | Маршрут сполучення           | Періодичність курсування     | Примітка                                                           |
| 85/86                                                                                   | Львів — Новоолексіївка       | Через день, влітку — щоденно | Курсував двогрупним складом з вересня по травень з поїздом № 87/88 |
| 87/88 «Лісова пісня»                                                                    | Ковель — Новоолексіївка      | Через день                   | Курсував двогрупним складом з вересня по травень з поїздом № 85/86 |
| 231/232                                                                                 | Івано-Франківськ — Генічеськ | Через день                   | Сезонного курсування                                               |

Приміські перевезення здійснювалися електропоїздами типу ЕР1, ЕР2, ЕПЛ2Т за напрямками:
| Напрямки приміських електропоїздів від станції Партизани |                |           |
| Мелітопольський                                          | Генічеський    | Кримський |
| Мелітополь, Федорівка                                    | Новоолексіївка | Сиваш     |
| Запоріжжя I, Запоріжжя II                                | Генічеськ      |           |